# تصوير يسوع
يوجد وصف واحد فقط للمظهر الجسدي ليسوع في العهد الجديد، إذ كان تصوير يسوع في شكل مصور مثيرًا للجدل في الكنيسة الأولى. استغرق تصويره في الفن عدة قرون للوصول إلى الشكل القياسي التقليدي لمظهره الجسدي، الذي ظل ثابتًا إلى حد كبير منذ ذلك الوقت. تشترك معظم صور يسوع في عدد من السمات التي أصبحت الآن مرتبطة عالميًا تقريبًا بيسوع، رغم ظهور بعض التغيرات.
ظهرت الصورة التقليدية ليسوع بلحية كاملة وشعر طويل نحو عام 300 ميلادي، لكنها لم تُعتمد حتى القرن السادس في المسيحية الشرقية، وبعد ذلك بكثير في الغرب. تميزت دائمًا بسهولة التعرف عليها، وميزت يسوع عن الشخصيات الأخرى التي تظهر حوله، وهذا ما حققه استخدام الهالة الصليبية أيضًا. بينما كانت الصور السابقة أكثر تنوعًا.
تميل صور يسوع إلى إظهار سمات إثنية مماثلة لسمات شعوب الحضارة التي أنشأت الصورة. ظلت المعتقدات بأن بعض الصور حقيقية تاريخيًا، أو لها مكانة موثوقة في تقاليد الكنيسة، قويةً بين بعض المؤمنين، في الأرثوذكسية الشرقية، والأنجليكانية والكاثوليكية الرومانية. يعتبر كفن تورينو الآن أفضل مثال معروف، رغم أن منديل الرها (صورة آديسا) وحجاب فيرونيكا كانا معروفين أكثر في العصور الوسطى.

## المسيحية المبكرة

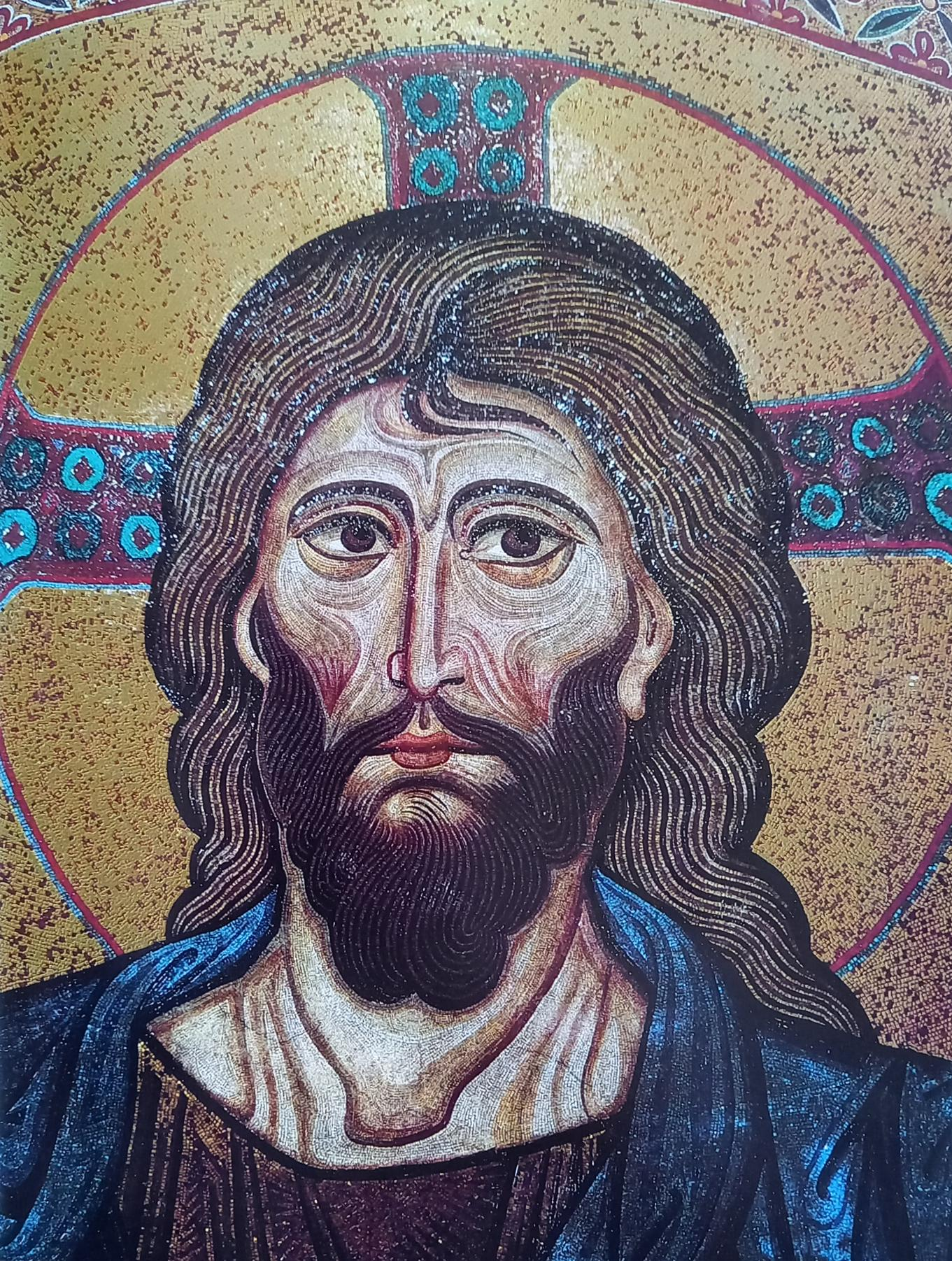
أيقونة المسيح ضابط الكل بالفسيفساء على الطراز البيزنطي في كاتدرائية تشفالو في ايطاليا، 1148.

### أليكسامينوس غرافيتو
تُعد نقوش أليكسامينوس غرافيتو من الصور المبكرة جدًا التي يُعتقد أنها علامة مبكرة معادية للمسيحية، وهي نموذج مميز من الكتابة على الجدران بالقرب من هضبة بالاتين في روما. يرجع تاريخ النقوش إلى الفترة الممتدة من القرن الأول حتى القرن الثالث الميلادي. ويبدو أنه رسمها جندي روماني للسخرية من جندي آخر مسيحي. تقول الكتابة التوضيحية، باللغة اليونانية، «أليكسامينوس يعبد إلهه»، بينما تُظهر الصورة رجلًا يرفع يده نحو شخصية مصلوبة برأس حمار. يشير هذا كما يبدو إلى اعتقاد روماني خاطئ بأن اليهود عبدوا إلهًا على شكل حمار، لذا تعتبر الصورة معادية للسامية ومعادية للمسيحية. جادلت مجموعة صغيرة من الباحثين ما إذا كانت هذه الصورة تصور يسوع، واقترحوا أنها قد تكون إشارة إلى إله آخر.

### قبل قسطنطين
لا يوجد وصف جسدي ليسوع في أي من الأناجيل الكنسية، باستثناء ارتداء يسوع التسيتسيت -الأهداب على الطاليت- في إنجيل متى 14:36 وإنجيل لوقا 8: 43-44. يُقال في سفر أعمال الرسل، أن يسوع قد ظهر كـ«نور من السماء» أعمى بولس الرسول مؤقتًا، ولكن لم يُعطى شكل محدد. توجد رؤيا في سفر رؤيا يوحنا للمؤلف عن «شخص شبه ابن الإنسان» في شكل روح: «يرتدي ثوبًا يصل إلى قدميه ويحيط صدره وشاحًا ذهبيًا. شعر رأسه أبيض كالصوف، وعيناه كانتا كلهيب النار. كانت قدماه كالبرونز المحروق المتوهج في الفرن (...) كان وجهه كالشمس الساطعة في كل قوتها» (رؤيا يوحنا 1: 12-16، النسخة الدولية الجديدة). اقتصر استخدام فن وصف رؤيا يسوع عمومًا على الرسوم التوضيحية للكتاب نفسه، ولا يوجد في الكتاب المقدس ما يؤكد تشابه الشكل الروحي مع الشكل الجسدي الذي اتخذه يسوع في حياته على الأرض.
تُعد وصية «لا تصنع لك تمثالًا منحوتًا أو صورة»، سفر الخروج 20: 4- 6، إحدى الوصايا العشر، لذا كان تصوير اليهود لأشخاص القرن الأول نادرًا، باستثناء بعض الاستثناءات البسيطة. لكن تغيرت المواقف تجاه تفسير هذه الوصية تغيرت على مر القرون، فينما عارض حاخامات القرن الأول في يهودا بعنف تصوير الشخصيات البشرية ووضع التماثيل في المعابد، كان لليهود البابليين في القرن الثالث آراءً مختلفة. ورغم عدم وجود فن تصويري من يهودا الرومانية من القرن الأول، طوّر الفن على جدران كنيس دورا دون أي اعتراض من الحاخامات في أوائل القرن الثالث.
كان الفن المسيحي سريًا وغامضًا بالضرورة، في أثناء اضطهاد المسيحيين في عهد الإمبراطورية الرومانية، عادت مجموعة ما تزال تضم عددً كبيرًا من الأعضاء من أصول يهودية الأوثان، وكانت محاطة بالصور الوثنية المعقدة للآلهة ومناهضة ضدها. رفض إيرينيئوس (توفي 202 تقريبًا)، وإكليمندس الإسكندري (توفي 215)، ولاكتانتيوس (240-320 تقريبًا) ويوسابيوس القيصري (توفي 339 تقريبًا) رسم صور المسيح. نص القرار السادس والثلاثين من المجمع الفيرا غير المسكوني المعقود عام 306 على ما يلي، «صدر مرسوم بمنع وجود صور في الكنائس، لا يُرسم ما يُبجل أو يعبد على الجدران»، فسّر جان كالفين والبروتستانت الآخرين هذا القرار على أنه تحريم صنع صور للمسيح. وظلت القضية موضع جدل حتى نهاية القرن الرابع.
تعود أقدم اللوحات المسيحية الباقية إلى الفترة الممتدة منذ أواخر القرن الثاني حتى أوائل القرن الرابع وتوجد على جدران المقابر العائدة، على الأرجح، إلى المسيحيين الأثرياء في سراديب الموتى في روما، رغم أن الأدلة الأدبية تشير إلى احتمال اختفاء أيقونات اللوحات، مثل جميع الأيقونات الكلاسيكية تقريبًا.
مُثل يسوع في البداية، بشكل غير مباشر برموز الرسم الصوري مثل سمكة المسيح، أو الطاووس، أو المرساة (كانت اللبرومة أو كاي رو تطورًا لاحقًا). ويبدو أن مفتاح الحياة كان تمثيلًا مبكرًا جدًا ليسوع المصلوب في النصوص المقدسة. استخدمت لاحقًا رموزًا مجسدة، مثل التي جسدت يونس الذي حددت الأيام الثلاثة التي قضاها في بطن الحوت مسبقًا الفترة بين موت يسوع وقيامته؛ ودانيال في جب الأسود، أو أورفيوس ساحر الحيوانات. كانت صورة «الراعي الصالح»، وهو شاب بلا لحية يجمع الأغنام في المناطق الرعوية، الأكثر شيوعًا بين هذه الصور، ولم تُفهم غالبًا على أنها صورة ليسوع التاريخي في تلك الفترة. وهي متابعة لعمل كريوفوروس الكلاسيكي (شخصية «حامل الكبش»)، وقد تمثل أيضًا في بعض الحالات راعي هيرميز، وهو عمل أدبي مسيحي شهير للقرن الثاني.
تظهره العديد من الصور، من بين الصور المبكرة التي تقصد بوضوح تمثيل يسوع نفسه مباشرةً، كطفل تحمله والدته عادةً، خاصةً في عشق المجوس، الذي يعتبر أول ظهور إلهي، أو كشف للمسيح المتجسد للعالم بأسره. عُثر على أقدم صورة معروفة ليسوع في سوريا ويعود تاريخها إلى نحو 235، وهي تظهره كشاب بلا لحية ذو سلطة ووقار. صوّر مرتديًا زي فيلسوف شاب، بشعر قصير ويرتدي غلالة وطيلسان؛ وهي دلالات على حسن السلوك في المجتمع اليوناني الروماني. يتضح من هذا أن بعض المسيحيين الأوائل لم يكترثوا بالسياق التاريخي لكون المسيح يهوديًا، وصوروه من ناحية سياقهم الاجتماعي فقط، كشخصية شبه بطولية، دون صفات خارقة للطبيعة مثل الهالة (ابتكار القرن الرابع).
كان لظهور يسوع بعض الدلالات اللاهوتية. فبينما اعتقد بعض المسيحيين أن يسوع يجب أن يملك المظهر الجميل لبطل كلاسيكي شاب، مال الغنوصيون إلى الاعتقاد بأنه استطاع تغيير مظهره متى شاء، واستشهدوا بلقاء عماوس كدليل، واعتقد آخرون مثل أبوي الكنيسة القديس جاستين (توفي 165) وترتليان (توفي 220)، مستشهدين بسفر إشعياء: 53: 2، أن ظهور المسيح كان عاديًا: « لا صورة له ولا جمال فننظر إليه، ولا منظر فنشتهيه». ولكن عندما سخر الوثني سيلسوس من الديانة المسيحية لامتلاكها إلهًا قبيحًا في نحو عام 180، استشهد أوريجانوس (توفي 248) بسفر المزامير 45: 3: «تقلد سيفك على فخذك، أيها الجبار، بجلالك وبهاءك». تغير تركيز كبار المفكرين المسيحيين لاحقًا؛ إذ زعم جيروم (توفي 420) وأوغسطينوس من هيبون (توفي 430) بأن جمال وجه وجسد يسوع كان مثاليًا. وذكر أوغسطينوس أنه كان «جميلًا وهو طفل، وجميلًا على الأرض، وجميلًا في الجنة».